# Ekajuk jezik
Ekajuk jezik (akajo, akajuk; ISO 639-3: eka), jezik naroda Ekajuk ili Akajuk, kojim govori 30 000 ljudi (1986 O. Asinya) u nigerijskoj državi Cross River. Pripada nigersko-kongoanskoj porodici i južnobantoidnoj podskupini ekoid.

## Vanjske poveznice
- Ethnologue (14th)
- Ethnologue (15th)